# Euthyneura spinipes
Euthyneura spinipes är en tvåvingeart som beskrevs av Axel Leonard Melander 1927. Euthyneura spinipes ingår i släktet Euthyneura och familjen puckeldansflugor. Inga underarter finns listade i Catalogue of Life.